# 칼만 증후군
칼만 증후군(영어: Kallmann syndrome)은 뇌하수체 앞엽의 발생학적 이상으로 인한 질환으로, 생식샘자극호르몬방출호르몬(Gonadotropin releasing hormone, GnRH)의 부족으로 인한 후각 저하 및 감퇴를 주 증상으로 하는 질환이다.

## 원인
발생 과정에서 X 염색체의 KAL 유전자 결핍으로 인해 뇌하수체의 후각 기원판에서 시상하부로 생식샘자극호르몬방출호르몬을 분비하는 뉴런의 이동이 차단된다. 이로 인해 후각 망울의 무형성 또는 저형성이 일어나게 된다.

## 증상
- 후각의 저하 및 감퇴
- 색맹, 시신경 위축, 신경성 난청, 입천장 갈림증, 신장 기형
- 생식샘자극호르몬방출호르몬의 부족으로 인한 생식샘 저하증
  - 남성의 경우 작은 음경, 사춘기 지연
  - 여성의 경우 원발성 무월경, 2차 성징의 발달 실패

## 참고 문헌
1. ↑  Longo;  외. (2012). “Chapter 339. Disorders of the Anterior Pituitary and Hypothalamus”. Harrison's Principles of Internal Medicine 18판. McGrawHill.